# Fileres

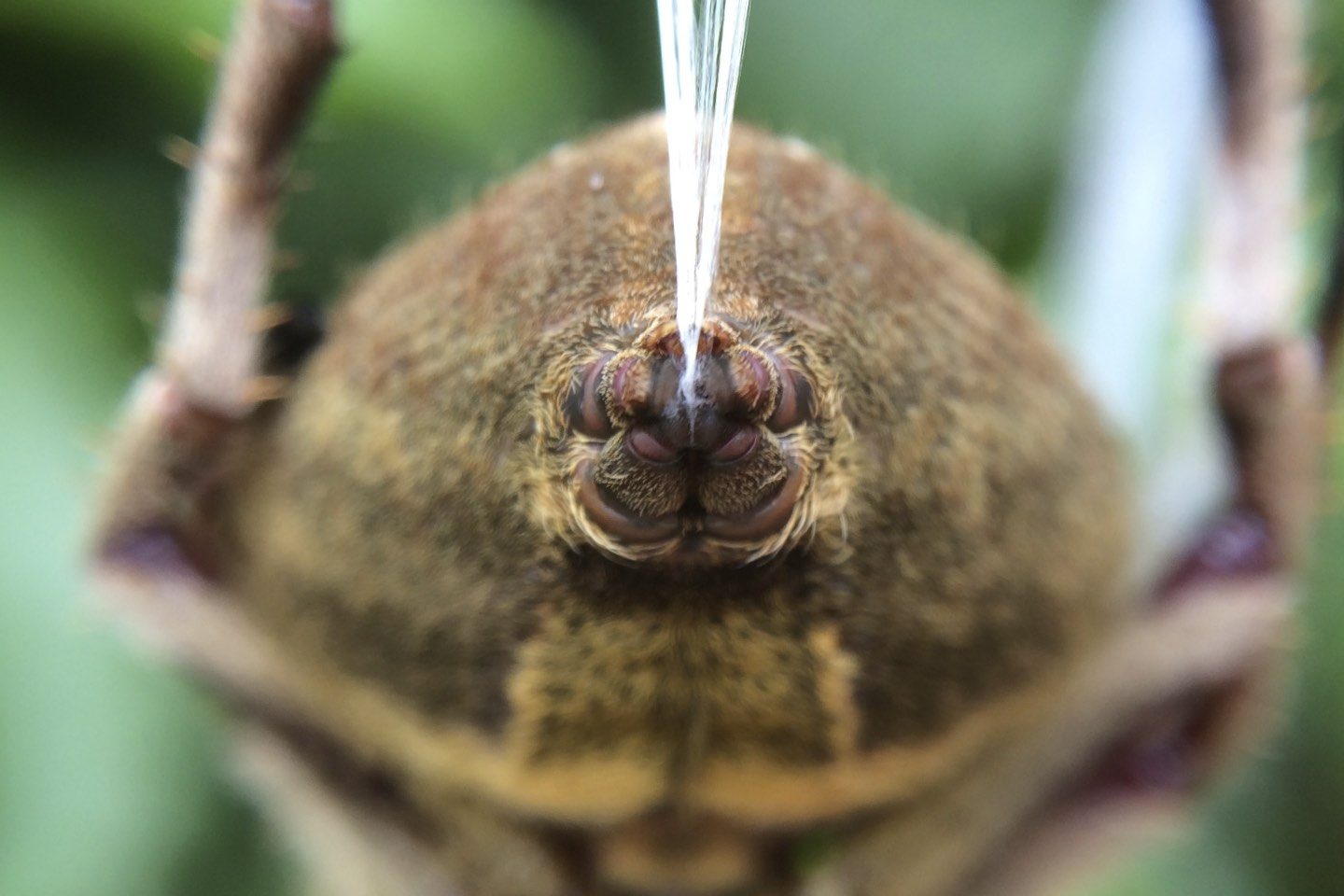
Fileres d'una aranya australiana, Eriophora transmarina (Araneidae), que fa teranyina orbicular.

Les fileres són els apèndixs que tenen les aranyes i també les larves d'insectes. Alguns insectes adults també tenen fileres, com les que s'observen en les potes davanteres dels Embioptera.
La seva funció és donar suport a les glàndules productores de seda (vegeu també "Seda d'aranya"). Es poden trobar al final de l'opistosoma (abdomen) o en una posició més central en aranyes primitives. La majoria de les aranyes posseeixen sis fileres, però en poden tenir quatre o dues.
Estan situades per parelles, posseeixen un moviment individual i cada aranya té diversos tipus, especialitzades en produir seda de diferents composicions, propietats i funcions. El descobriment de fileres en les potes del gènere Aphonopelma, ha obert el debat sobre el seu origen. Hi ha la hipòtesi que eren usats originalment com a auxiliars per escalar i van evolucionar després com a creadores de fil.